# Charlie Sexton
Charles Wayne Sexton (né le 11 août 1968) est un guitariste américain, chanteur et compositeur, surtout connu comme le guitariste du groupe accompagnant Bob Dylan entre 1999 et 2002, puis à nouveau depuis 2010. Son style musical est varié. Il a été associé à des artistes de blues, folk, rock et punk. En 1991, il écrit également le titre Tennessee Plates pour le film de Ridley Scott Thelma & Louise.

## Collaboration avec Bob Dylan
En 1999, Sexton est engagé par Bob Dylan pour remplacer Bucky Baxter. Il avait, avant cela, déjà joué avec Dylan à l'occasion de deux concerts à Austin en 1996, et sur quelques démos enregistrées fin 1983.
C'est sa collaboration avec le songwriter entre 1999 et 2002 qui le révéla véritablement aux yeux du grand public, de nombreux critiques soulignant la forte interaction sur scène entre Sexton et Larry Campbell, alors également guitariste au sein du groupe de Dylan.
Acclamé comme l'une des meilleures formations de Dylan, cette mouture du groupe a enregistré de nombreux albums studios dont le fameux titre Things Have Changed (tiré du film de 2000, Wonder Boys) et le succès critique, Love and Theft en 2001.
Il a également joué avec le groupe sur Masked & Anonymous, en 2003.
Octobre 2009, Sexton rejoint le groupe de tournée de Dylan, remplaçant Denny Freeman.
Il les accompagne jusqu'à la dernière date du Never Ending Tour de 2012, le 21 novembre.
En 2012 toujours, Sexton participe également à l'enregistrement de Tempest, le trente cinquième album studio du chanteur.
En 2013, Duke Robillard assure la guitare lead au sein du groupe de Dylan, avant d'être remercié au bout de 27 shows.
Sexton and Colin Linden commencèrent donc par la suite à assurer à tour de rôle la guitare lead pour le groupe de juillet à début août. Cependant, à partir de la fin de l'étape européenne du  Never Ending Tour de 2013, Sexton repris la place de seul guitariste lead, et y l'occupe toujours en 2015.
L'album de reprises Shadows In The Night (2015) se caractérise par l'association de la guitare de Sexton et de la " pedal steel" de Donnie Herron  pour donner une couleur plus country aux standards de Frank Sinatra repris par le groupe et créer une atmosphère très feutrée, inspirée des années 1930.
Cette volonté de retour aux fondamentaux de la musique américaine était déjà palpable sur certains titres de l'album Tempest (2012), comme le jazzy Duquesne Whistle; ou la superbe ballade Soon After Midnight.
Sur scène, ses interventions sont à la fois discrètes et virtuoses, et son jeu très ouvert aux orientations blues et jazz définit en grande partie le "son" Dylan de ces dernières années, caractérisé par un groupe produisant une trame musicale de fond soutenant avec précision et style le chanteur.

## Discographie
- Pictures for Pleasure (1985) U.S. #15[1]
- Charlie Sexton (1989) U.S. #104[1]
- Under the Wishing Tree (1995)
- Cruel and Gentle Things (2005)